# Eliminatórias da Copa do Mundo FIFA de 2022 – UEFA (segunda fase)
A segunda fase das eliminatórias da UEFA para a Copa do Mundo FIFA de 2022 foi disputada por doze seleções. Está fase determinou as três últimas seleções europeias na Copa do Mundo, se juntando as seleções vencedoras dos seus respectivos grupos na fase anterior. A segunda fase (play-offs) foi disputada pelos dez segundos classificados e pelos dois melhores vencedores de grupos da Liga das Nações, com base na classificação geral da competição que tenham terminado fora dos dois primeiros lugares em seu grupo de qualificação. Eles foram divididos em três chaves de play-offs, com cada caminho contendo duas semifinais e uma final em jogos únicos. Os anfitriões das semifinais foram os seis segundos classificados com melhor classificação da fase de grupos, enquanto o anfitrião da final foi determinado por sorteio

## Formato
O formato da qualificação foi confirmado pelo Comité Executivo da UEFA durante a sua reunião em Nyon, Suíça, em 4 de dezembro de 2019. Os play-offs vão depender, em parte, dos resultados da Liga das Nações da UEFA de 2020–21, embora em menor grau do que os play-offs do torneio de qualificação para a UEFA Euro 2020
Ao contrário das edições anteriores, os play-offs não foram disputadas em partidas de ida e volta. Em vez disso, as doze equipes foram divididas em três caminhos, cada um contendo quatro seleções. Cada caminho contou com duas semifinais em partida única em 24–25 de março e uma final também em partida única em 28–29 de março de 2022. O vencedor da final em cada rodada de se classificou para a Copa do Mundo FIFA de 2022. As semifinais foram disputadas pelos seis segundos classificados com melhor classificação da fase de grupos das eliminatórias, enquanto o anfitrião da final foi determinado por sorteio.
Os play-offs foram disputados em partidas eliminatórias. Se as pontuações estiverem empatadas no final do tempo normal, 30 minutos de prorrogação são jogados, onde cada equipe pode fazer uma sexta substituição. Se as pontuações permanecerem empatadas, uma disputa de pênaltis é usada para determinar o vencedor. O árbitro assistente de vídeo será utilizado nesta fase após aprovação do Comité Executivo da UEFA em dezembro de 2019.

## Sorteio
Após a conclusão da fase de grupos, as doze equipas que avançaram aos play-offs foram sorteadas em três chaves de quatro equipes em 26 de novembro de 2021, em Zurique, Suíça. O seguinte procedimento foi aplicado no sorteio:
- As seis equipes cabeças de chave foram alocadas para as semifinais de 1 a 6 como equipes anfitriãs na ordem sorteada.
- As seis equipes restantes foram alocados para as semifinais de 1 a 6 como equipes visitantes na ordem sorteada.
- A chave A foi formada pelas semifinais 1 e 2, com os vencedores de ambas avançando para a final A.
- A chave B foi formado pelas semifinais 3 e 4, com os vencedores de ambas avançando para a final B.
- A chave C foi formado pelas semifinais 5 e 6, com os vencedores de ambas avançando para a final C.
- Os vencedores das semifinais que receberão as finais das chaves A, B e C foram decididos por sorteio.
- Por razões políticas, os jogos entre a Rússia e a Ucrânia foram considerados confrontos proibidos, não podendo ser sorteadas para a mesma chave.

Os seis segundos colocados com melhor desempenho na fase de grupos foram cabeças de chave no sorteio das semifinais, enquanto os restantes quatro segundos colocados e as duas equipas classificadas através da Liga das Nações completaram o sorteio:
| Pote 1 (cabeças de chave)                                                               | Pote 2                                                                                                   |
| --------------------------------------------------------------------------------------- | --- |
| - Portugal (1) - Escócia (2) - Itália (3) - Rússia (4) - Suécia (5) - País de Gales (6) | - Turquia (7) - Polónia (8) - Macedônia do Norte (9) - Ucrânia (10) - Áustria (LN-18) - Tchéquia (LN-19) |

## Calendário
As semifinais aconteceram em 24 de março, e as partidas finais em 29 de março de 2022. Os horários seguem o Horário da Europa Central (UTC+1) para as semifinais e o Horário de Verão da Europa Central (UTC+2) para as finais, conforme listado pela UEFA.

## Caminho A

### Semifinais
| Equipe 1      | Resultado | Equipe 2 |
| ------------- | --------- | -------- |
| Semifinais    |           |          |
| Escócia       | 1–3       | Ucrânia  |
| País de Gales | 2–1       | Áustria  |
| Final         |           |          |
| País de Gales | 1–0       | Ucrânia  |

| 24 de março de 2022 | País de Gales | 2 – 1                             | Áustria      | Cardiff City Stadium, Cardiff                 |
| 20:45               | Bale 25', 51' | Relatório (FIFA) Relatório (UEFA) | Sabitzer 65' | Público: 32 053 Árbitro: POL Szymon Marciniak |

| 1 de junho de 2022 | Escócia      | 1 – 3                             | Ucrânia                                       | Hampden Park, Glasgow                       |
| 20:45              | McGregor 79' | Relatório (FIFA) Relatório (UEFA) | Yarmolenko 33' · Yaremchuk 49' · Dovbyk 90+5' | Público: 49 772 Árbitro: NED Danny Makkelie |

### Final
| 5 de junho de 2022 | País de Gales         | 1 – 0                             | Ucrânia | Cardiff City Stadium, Cardiff                    |
| 18:00              | Yarmolenko 34' (g.c.) | Relatório (FIFA) Relatório (UEFA) |         | Público: 32 660 Árbitro: ESP Antonio Mateu Lahoz |

## Caminho B

### Impacto da crise Russo-Ucraniana
Em 25 de fevereiro de 2022, no dia seguinte da invasão Russa a Ucrânia, a Associação Polonesa de Futebol comunicou que não pretendia enfrentar a Seleção Russa pela repescagem. Logo em seguida, as seleções da Suécia e da Chéquia, que poderiam enfrentar os russos na final, comunicaram que também não pretendiam jogar, mesmo em campo neutro, visto que ambas as partidas contra a Rússia seriam em Moscou.
Em 27 de fevereiro, a FIFA anunciou sanções parciais a Rússia, como ter os jogos da repescagem realizados em campo neutro, com portões fechados e sem menções diretas ao país (como ter a execução do hino ou uso da bandeira). A seleção jogaria sob o nome da "União Russa de Futebol", em moldes parecidos com o que ocorreu nos Jogos Olímpicos de Tóquio (onde o país participou sobre a bandeira do Comitê Olímpico Russo). Todavia, as seleções adversárias mantiveram a postura de não enfrentar os russos. No dia seguinte, a FIFA anunciou a suspensão da Rússia da Copa do Mundo e de outros torneios envolvendo a seleção e clubes do país por tempo indeterminado.

### Semifinais
| Equipe 1   | Resultado | Equipe 2 |
| ---------- | --------- | -------- |
| Semifinais |           |          |
| Rússia     | w.o.      | Polónia  |
| Suécia     | 1–0 (pro) | Tchéquia |
| Final      |           |          |
| Polónia    | 2–0       | Suécia   |

| 24 de março de 2022 | Rússia | Cancelado                         | Polónia | VTB Arena, Moscou |
| 18:00               |        | Relatório (FIFA) Relatório (UEFA) |         |                   |

| 24 de março de 2022 | Suécia       | 1 – 0 (pro)                       | Tchéquia | Friends Arena, Solna                        |
| 20:45               | Quaison 110' | Relatório (FIFA) Relatório (UEFA) |          | Público: 48 628 Árbitro: ENG Michael Oliver |

### Final
| 29 de março de 2022 | Polónia                               | 2 – 0                             | Suécia | Stadion Śląski, Chorzów                     |
| 20:45               | Lewandowski 49' (pen) · Zieliński 72' | Relatório (FIFA) Relatório (UEFA) |        | Público: 54 078 Árbitro: ITA Daniele Orsato |

## Caminho C

### Semifinais
| Equipe 1   | Resultado | Equipe 2           |
| ---------- | --------- | ------------------ |
| Semifinais |           |                    |
| Itália     | 0–1       | Macedônia do Norte |
| Portugal   | 3–1       | Turquia            |
| Final      |           |                    |
| Portugal   | 2–0       | Macedônia do Norte |

| 24 de março de 2022 | Itália | 0 – 1                             | Macedônia do Norte | Estádio Renzo Barbera, Palermo              |
| 20:45               |        | Relatório (FIFA) Relatório (UEFA) | Trajkovski 90+2'   | Público: 34 129 Árbitro: FRA Clément Turpin |

| 24 de março de 2022 | Portugal                                          | 3 – 1                             | Turquia    | Estádio do Dragão, Porto                    |
| 20:45               | Otávio 15' · Diogo Jota 42' · Matheus Nunes 90+4' | Relatório (FIFA) Relatório (UEFA) | Yılmaz 65' | Público: 48 010 Árbitro: GER Daniel Siebert |

### Final
| 29 de março de 2022 | Portugal                 | 2 – 0                             | Macedônia do Norte | Estádio do Dragão, Porto                    |
| 20:45               | Bruno Fernandes 32', 65' | Relatório (FIFA) Relatório (UEFA) |                    | Público: 48 010 Árbitro: ENG Anthony Taylor |

## Artilharia
2 gols
- POR Bruno Fernandes
- WAL Gareth Bale

1 gol
- AUT Marcel Sabitzer
- MKD Aleksandar Trajkovski
- POL Piotr Zieliński
- POL Robert Lewandowski
- POR Diogo Jota
- POR Matheus Nunes
- POR Otávio
- SCO Callum McGregor
- SWE Robin Quaison
- TUR Burak Yılmaz
- UKR Andriy Yarmolenko
- UKR Artem Dovbyk
- UKR Roman Yaremchuk

Gols contra
- UKR Andriy Yarmolenko (para o País de Gales)